# Navarrencs
Navarrencs (en francès Navarrenx) és una comuna francesa, situada al departament dels Pirineus Atlàntics i a la regió de la Nova Aquitània.
En aquesta comuna hi ha una bastida al costat del riu Gave d'Oloron, construïda en 1316 per Fabrici Siciliano a instàncies dels reis de Navarra. És la primera en el seu gènere en l'actual territori francès. Es va estructurar al voltant d'una via principal del Camí de Santiago. Va pertànyer a l'antiga província francesa de Bearn.

## Demografia
| Evolució de la població |       |       |       |       |       |       |       |       |
| 1793                    | 1800  | 1806  | 1821  | 1831  | 1836  | 1841  | 1846  | 1851  |
| 1 445                   | 1 186 | 1 261 | 1 385 | 1 533 | 1 574 | 1 814 | 1 922 | 1 770 |

| 1856  | 1861  | 1866  | 1872  | 1876  | 1881  | 1886  | 1891  | 1896  |
| ----- | ----- | ----- | ----- | ----- | ----- | ----- | ----- | ----- |
| 1 551 | 1 636 | 1 553 | 1 348 | 1 300 | 1 395 | 1 430 | 1 383 | 1 271 |

| 1901  | 1906  | 1911  | 1921  | 1926  | 1931  | 1936  | 1946  | 1954  |
| ----- | ----- | ----- | ----- | ----- | ----- | ----- | ----- | ----- |
| 1 288 | 1 325 | 1 302 | 1 094 | 1 088 | 1 021 | 1 057 | 1 096 | 1 061 |

| 1962  | 1968  | 1975  | 1982  | 1990  | 1999  | 2006 | 2011 | 2016 |
| ----- | ----- | ----- | ----- | ----- | ----- | ---- | ---- | ---- |
| 1 070 | 1 064 | 1 146 | 1 160 | 1 036 | 1 133 | -    | -    | -    |

| 2019 | - | - | - | - | - | - | - | - |
| ---- | - | - | - | - | - | - | - | - |
| -    | - | - | - | - | - | - | - | - |

## Administració
| Període   | Identitat     | Partit        |
| --------- | ------------- | ------------- |
| 1995-2001 | Joseph Sarrat | UDF           |
| 2001-     | Jean Baucou   | Divers droite |

## Agermanaments
- Sádaba
- Rheinstetten